# Монти-делла-Дауния
Монти-делла-Дауния (итал. Monti della Daunia) или Монти-Дауни (итал. Monti Dauni) — горный хребет в Италии.
Расположен хребет на юге Италии на границе Молизе, Апулии и Кампании. Ограничен долиной реки Форторе. Другая важная река — Черваро. Также в горах расположены несколько озёр.
Высшая точка — Корнаккья (1152 м над уровнем моря), расположенная в провинции Фоджа, также является высшей точкой всей Апулии.
Своё название хребет получил в честь давнов, одного из япигских племён.
Территория слабо заселена, для охраны природы, часть хребта включена в ключевые орнитологические территории.